# Мейпъл Вали
Мейпъл Вали (на английски: Maple Valley) е град в окръг Кинг, щата Вашингтон, САЩ. Мейпъл Вали е с население от 27 202 жители (2019) и обща площ от 14,5 km². Намира се на 104,5 m надморска височина. ЗИП кодът му е 98038, а телефонният му код е 425.